# Воронец (Орловская область)
Воронец — село в Троснянском района Орловской области России. Административный центр Воронецкого сельского поселения.

## Физико-географическая характеристика
Село расположено на берегу реки Воронец.
Улицы
В селе находится 9 улиц:
1. Школьная
2. Садовая
3. Овражная
4. Успешная
5. Новая
6. Прудовая
7. Воронецкая
8. Клубная

Часовой пояс
Село Воронец находится в часовой зоне МСК (московское время). Смещение применяемого времени относительно UTC составляет +3:00.

## Население
| 2002 | 2010 |
| ---- | ---- |
| 378  | ↘349 |